# Václav Pleiner
Václav Pleiner OFM (?-1783) byl český františkán a kazatel. Podle známých pramenů i dle užívaného kněžského oslovení nezastával vyšší funkci v rámci organizace františkánského řádu a působil zřejmě především jako kazatel. Přinejmenším na sklonku života se zajímal hlouběji o minulost řádu, v němž působil. Dějiny a organizaci františkánů popsal v rukopise Corpus observantiae regularis s. Francisci de Assisio in compendio z roku 1782. Podle titulu jde snad o příručku pro vzdělávání řádových noviců nebo juniorů. Další jeho dílo se může nacházet v knihovně františkánů v konventu u P. Marie Sněžné v Praze. Bratr Václav Pleiner zemřel 5. května 1783 v Plzni.